# Ożanka nierównoząbkowa
Ożanka nierównoząbkowa (Teucrium scorodonia L.) – gatunek [rośliny z rodziny jasnotowatych. Występuje w Afryce Północnej (Tunezja i Madera) oraz Europie Południowej i Środkowej. W Polsce występuje rzadko, głównie na zachodzie i miejscami jest zawlekana. Prawdopodobnie jest kenofitem.

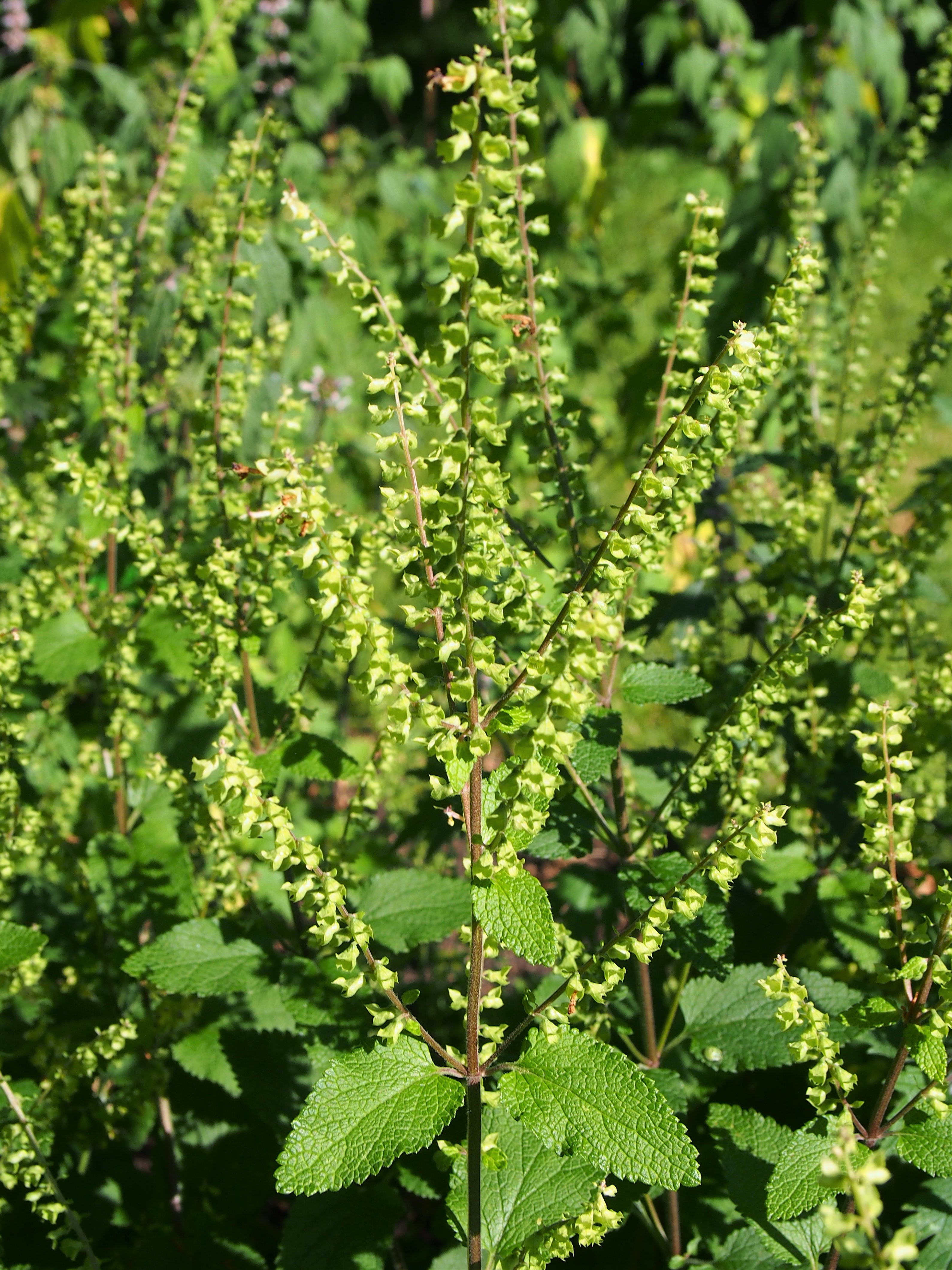
Kwiatostan

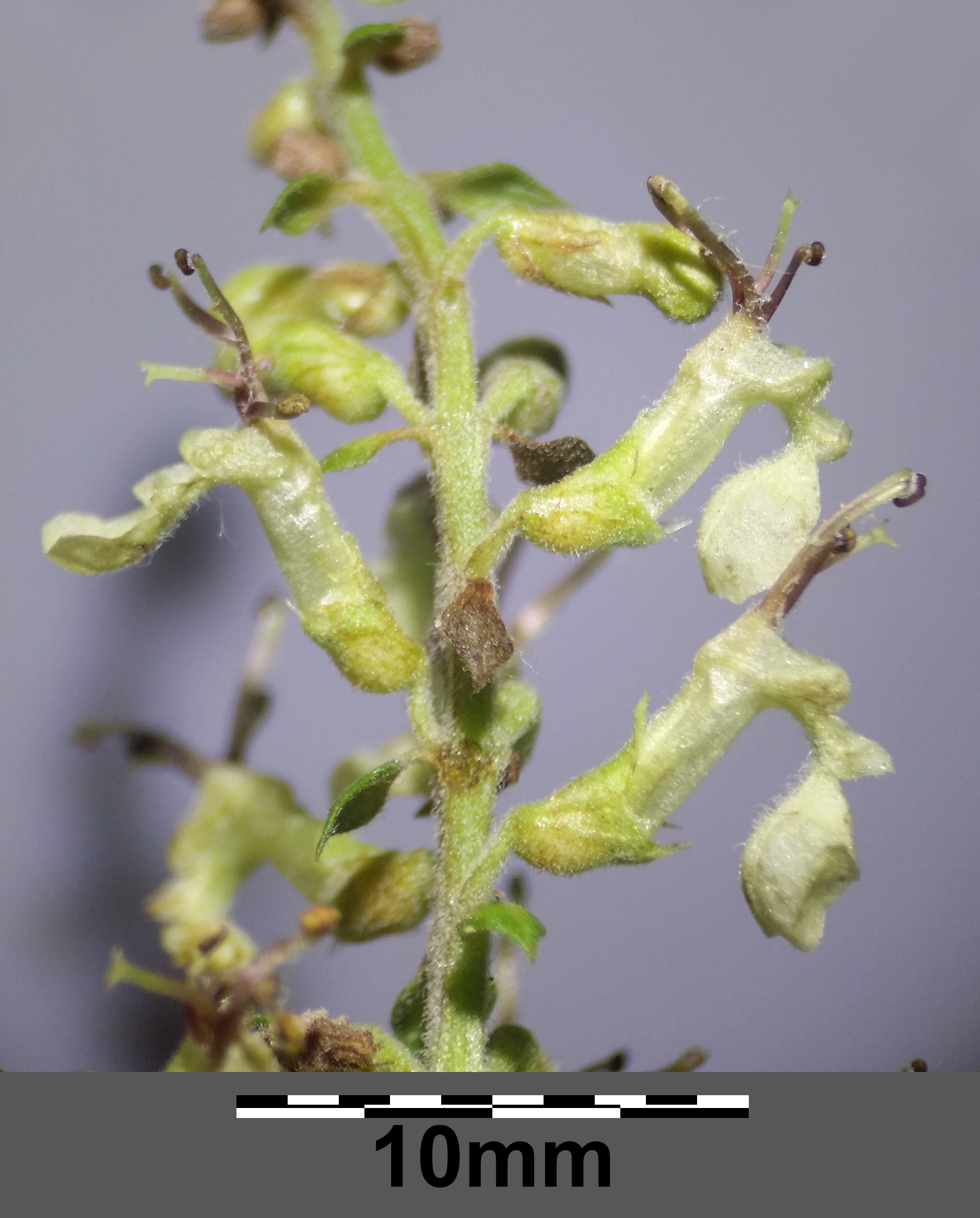
Kwiaty

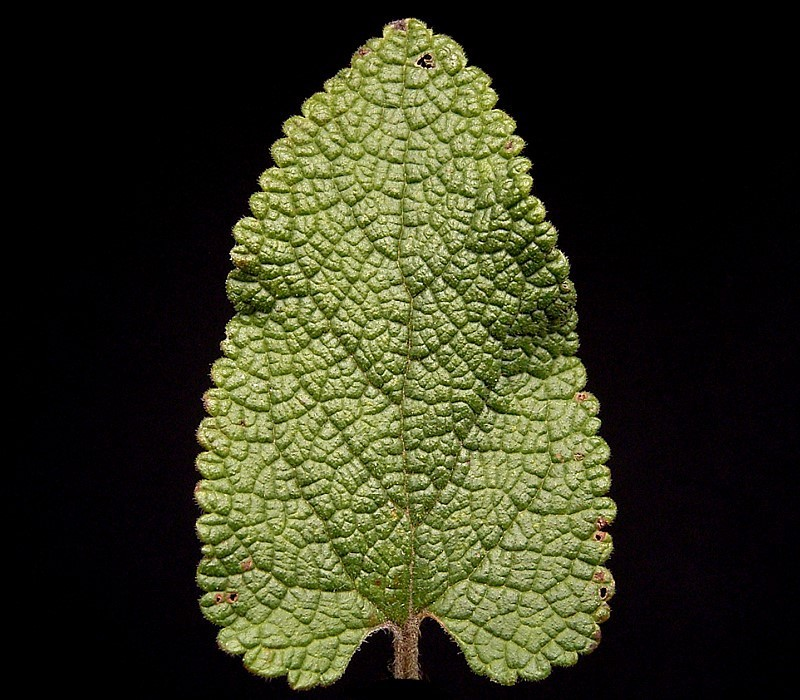
Liść

## Morfologia
ŁodygaCzteroboczna, osiąga wysokość do 50 cm.
LiścieJajowate, nierówno karbowane.
KwiatyŻółte lub żółtawe, zebrane w jednostronne nibygrona.

## Biologia
Bylina, chamefit. Kwitnie od lipca do września. Rośnie w lasach i zaroślach w formie zdziczałej. Cała roślina ma słaby zapach czosnku.

## Zastosowanie
- Ziele używane dawniej w medycynie ludowej.
- Dawniej używana była jako dodatek do piwa (w zastępstwie chmielu)[5].